# Eros-Center Hamburg
Eros-Center Hamburg ist ein früher deutscher Sexfilm mit Krimielementen von 1969 aus der Alois-Brummer-Produktion.

## Handlung
Hamburg, auf der Amüsiermeile im Rotlichtbezirk. Eines Tages wird die junge Biggy im Eros-Center ermordet aufgefunden und jeder, der an diesem Tag vor Ort anwesend war, wird verdächtigt, die Bluttat begangen zu haben. Zu den Hauptverdächtigen zählen Biggys italienischer Freund Riccardo, mit dem sie am Vorabend Krach hatte und den sie daraufhin lautstark herausgeworfen hatte, aber auch ein Rechtsanwalt, der mit seinen abnormen Wünschen bei der Prostituierten aufgelaufen war, sowie der amerikanische Journalist Eddy Green, der für eine sensationshascherische „Hintergrundreportage“ vor Ort Material sammeln wollte. Und da ist dann auch noch jener älterer Stammkunde, den alle nur „Professor“ nennen und der zunächst einmal die Mädchen mit Gummihandschuhen untersucht, bevor er ihnen eine Spritze verpassen will. Auch jener ominöse Baron von Schleck aus der Provinz ist unter den Verdächtigen, da ihn zuletzt seine mit einem Regenschirm bewaffnete Ehefrau beim Sexualakt in flagranti erwischt hatte. Nicht zuletzt gibt es da noch eine Gruppe verkommener und brutaler Zuhälter, die Biggy für eine ihrer perversen Privatshows in den Wohnungen betuchter Kunden haben wollte. Auch Biggys Kolleginnen im Eros-Center verhalten sich mehr als merkwürdig. Viel zu tun also für den ermittelnden Kriminalkommissar Peters. Am Ende kommt es zu seiner überraschenden Lösung dieses Falls.

## Produktionsnotizen
Eros-Center Hamburg entstand zwischen dem 15. Mai und dem 30. Juni 1969 in München-Pasing, Hamburg und Frankfurt am Main und wurde am 3. Oktober 1969 uraufgeführt.
Hier wie auch später achtete Produzent Alois Brummer stets darauf, dass die Kosten bei Herstellung seiner Filmchen möglichst gering blieben. Dazu hieß es im Spiegel: „Die Mädchen werden von Mädchen dargestellt – Stripperinnen oder auch Schauspiel-Elevinnen vor dem Durchbruch. Brummer findet sie mit Hilfe von Kleinanzeigen, und wenn er ihre einwandfreie Beschaffenheit festgestellt hat, engagiert er sie gegen niedriges Honorar. Denn Sparsamkeit, Brummers bayrisch-bäuerisches Erbgut, lenkt den Produktionsprozeß. Mögen andere eine Szene siebenmal filmen, Brummer läßt sie nur dreimal drehen. Atelier kostet Geld – Brummer kurbelt in den Kellern, auf den Treppen und den Wohnräumen seines Heimes.“

## Rezeption
„Geistreich sind’s nicht, meine Filme, aber geistreiche Filme sind auch kein Geschäft.“

In Filme 1965/70 ist Folgendes zu lesen: „Die billige Geschichte ist dürftiger Vorwand, um Sex und Crime in allen Variationen vorzuführen. Unzumutbar in Dialog und Bild. Auch handwerklich unter jedem Niveau.“